# Portugals U21-herrlandslag i fotboll
Portugals U21-landslag i fotboll, kallat Esperanças, är ett landslag för portugisiska fotbollsspelare, 21 år gamla eller yngre vid den tidpunkt då ett kvalspel till en europeisk U21-turnering inleds. Vid själva turneringen får man vara max 23 år gammal. U21-landslaget bildades 1976 till följd av omgrupperingen av Uefa:s ungdomsturneringar.
Fram till 1994 hade landslaget ett ganska dåligt facit - de hade misslyckats att kvalificera sig för samtliga av de första åtta EM-turneringarna för U21-landslag. Sedan 1994 har laget förbättrat sina resultat och lyckats kvalificera sig för spel i fem av de sju turneringarna, inkluderande 2006 års EM-slutspel.
Efter att de kvalificerat sig för EM 2006 gjorde Uefa klart att Portugal skulle värda slutspelet i maj och juni. Från och med 2007 utnämns värdnationerna före kvalspelet och behöver inte kvala.
Kända spelare som tidigare i sin karriär spelat i U21-landslaget inkluderar Amaury Bischoff, Pelé, Ricardo Vaz Tê, Luís Figo, Rui Costa, João Pinto, Sérgio Conceição, Vítor Baía, Abel Xavier, Ricardo Quaresma, Cristiano Ronaldo, Nani, Miguel Veloso och Simão.